# Xã Lillian, Quận Custer, Nebraska
Xã Lillian (tiếng Anh: Lillian Township) là một xã thuộc quận Custer, tiểu bang Nebraska, Hoa Kỳ. Năm 2010, dân số của xã này là 150 người.